# Блюме, Оливер
Оливер Инго Блюме (нем. Oliver Blume; род. 6 июня 1968 года в Брауншвейге) — немецкий менеджер и председатель правления компании Порше АГ. С 9 сентября 2022 является генеральным директором Volkswagen AG.

## Образование
Оливер окончил среднюю школу в Брауншвейге в 1987 году. После окончания изучал машиностроение в Техническом университете в Брауншвейге.
В 1994 году прошёл международную стажировку в Audi.

## Карьера
В возрасте 28 лет начал работать планировщиком кузовов и покрасочного цеха в компании Audi. Через три года он начал заниматься конструкцией кузова Audi A3, а ещё через два года был назначен исполнительным помощником по производству в Audi. Получил степень доктора наук в области автомобилестроения. Затем Блюме занимался планированием производства бренда SEAT, а также бренда Volkswagen.
В 2013 году Блюме был назначен в совет директоров дочерней компании Volkswagen Porsche AG, где отвечал за производство и логистику. Блюме заменил Матиаса Мюллера, который возглавил концерн VW после отставки прежнего главы в результате скандала с выбросами. В июле 2022 года было объявлено, что Герберт Дисс уйдёт с поста генерального директора Volkswagen AG в конце августа. После ухода Герберта Дисса его сменил Оливер Блюме.

## Позиции
Блюме с самого начала сосредоточил внимание компании на электрических автомобилях. Он также поддержал участие Porsche в первом крупномасштабном заводе по производству электротоплива в Чили.